# Cologne Grand Prix 1971
Il Cologne Grand Prix 1971 è stato un torneo di tennis giocato sul sintetico indoor. È stata la 1ª edizione del Cologne Grand Prix, che fa parte del World Championship Tennis 1971. Si è giocato a Colonia in Germania, dall'11 al 17 ottobre 1971.

## Campioni

### Singolare
Robert Lutz ha battuto in finale  Jeff Borowiak con il punteggio di 6–3 6–7 6–3 6–2

### Doppio
Tom Okker /  Marty Riessen hanno battuto in finale  Roy Emerson /  Rod Laver con il punteggio di 6–7, 3–6, 7–6, 6–3, 6–4